# Trachea (geslacht)
Trachea is een geslacht van nachtvlinders uit de familie van de uilen (Noctuidae).

## Soorten
- T. altivolans Schaus, 1911
- T. anguliplaga Walker, 1858
- T. askoldis Oberthür, 1880
- T. atriplaga Hampson, 1911
- T. atriplicis

Meldevlinder (Linnaeus, 1758)
- T. atritornea Hampson, 1908
- T. aurigera (Walker, 1858)
- T. auriplena Walker, 1857
- T. belastigma Hreblay & Ronkay, 1998
- T. bipectinata Berio, 1976
- T. brunneicosta Joicey & Talbot, 1915
- T. cavagnaroi Hayes, 1975
- T. confluens Moore, 1881
- T. conjuncta Wileman, 1914
- T. cyanelinea Hampson, 1894
- T. chloodes Zerny, 1916
- T. chlorochrysa Berio, 1937
- T. delicata Grote, 1874
- T. dinawa Bethune-Baker, 1906
- T. espumosa Dognin, 1897
- T. eugrapha Jones, 1908
- T. euryscia Hampson, 1918
- T. formosensis Hampson, 1910
- T. guttata (Warren, 1913)
- T. jankowskii (Oberthür, 1879)
- T. kawadai Sugi, 1955
- T. kollari Gistl, 1857
- T. laurentii Köhler, 1961
- T. leucochlora Boursin, 1970
- T. leucodonta Hampson, 1908
- T. leuchochlora Boursin, 1970
- T. lobisemastis Hampson, 1918
- T. lucipara Wileman & West, 1929
- T. luzonensis Wileman & South, 1920
- T. macrophtalma Berio, 1976
- T. macrophthalma Berio, 1976
- T. macropthtalma Berio, 1976
- T. malezieuxi Dognin, 1897
- T. mancilla Schaus, 1921
- T. mediifascia Wileman & South, 1917
- T. melanospila Kollar, 1844
- T. microspila Hampson, 1908
- T. mnionia Dognin, 1914
- T. netuna Guenée, 1852
- T. nicgrescens Schaus, 1911
- T. nigrescens Schaus, 1911

- T. niveiplaga Walker, 1857
- T. normalis Hampson, 1914
- T. novicia Schaus, 1933
- T. oxylus (Fawcett, 1918)
- T. paranica Schaus, 1898
- T. polychroa Hampson, 1908
- T. prasinatra Draudt, 1950
- T. punctisigna Dognin, 1914
- T. punkikonis Matsumura, 1929
- T. stieglmayei Zerny, 1916
- T. stieglmayri Zerny, 1916
- T. stoliczkae (Felder & Rogenhofer, 1874)
- T. subfusca Wileman, 1912
- T. subviridis Butler, 1878
- T. supera Schaus, 1911
- T. tessellata Prout, 1925
- T. tibetensis (Warren, 1912)
- T. tokiensis Butler, 1881
- T. toxaridia Druce, 1889
- T. transcursa Saalmüller, 1891
- T. uscana Druce, 1889
- T. viridata Prout, 1922
- T. viridis Druce, 1898
- T. viridisparsa Laporte, 1972